# 웅양중학교
웅양중학교(熊陽中學校)는 대한민국 경상남도 거창군 웅양면 노현리에 있는 공립 중학교이다.

## 학교 연혁
- 1955년 9월 20일 : 웅양중학교 개교
- 1960년 2월 20일 : 거창중학교 웅양분교 개편
- 1967년 3월 1일 : 웅양중학교로 승격 독립
- 2022년 3월 2일 : 제26대 서화식 교장 취임
- 2023년 2월 10일 : 제66회 졸업생 9명(총 졸업생수 4,412명)
- 2023년 3월 2일 : 2023학년도 신입생 7명 입학

## 참고 자료
- 웅양중학교 - 한국교육학술정보원 학교알리미